# Ignacio Ramón Ferrín Vázquez
Ignacio Ramón Ferrín Vázquez (Vigo, 30 de agosto de 1943) es un astrónomo Venezolano-Colombiano.

## Educación y logros
Se graduó de licenciado en física en 1968 en la Universidad Central de Venezuela, obtuvo el doctorado en ciencias en la Universidad de Nuevo México en 1973 y en filosofía en la Universidad de Colorado en Boulder en 1976. Es profesor titular de física en la Universidad de las Andes de Mérida y profesor titular de Astronomía en la Universidad de Antioquia, Colombia.
El Centro de Planetas Menores le acredita el descubrimiento de once asteroides, entre los años 2000 y el 2006, en colaboración con Carlos Leal.

## Lista de objetos celestes descubiertos
| 38628 Huya            | 10 de marzo de 2000  |
| 127870 Vigo           | 24 de marzo de 2003  |
| 128166 Carora         | 27 de agosto de 2003 |
| 149528 Simónrodríguez | 24 de marzo de 2003  |
| 159776 Eduardoröhl    | 2 de mayo de 2003    |
| 161278 Cesarmendoza   | 24 de marzo de 2003  |
| 189310 Polydamas      | 3 de enero de 2006   |
| 196476 Humfernandez   | 2 de mayo de 2003    |
| 201497 Marcelroche    | 2 de mayo de 2003    |
| 355272 Medellin       | 30 de marzo de 2003  |
| 347940 Jorgezuluaga   | 30 de marzo de 2003  |
| 423624 Udeantioquia   | 2005                 |